# Svarttjärnen (Karlanda socken, Värmland, 661421-128897)
Svarttjärnen är en sjö i Årjängs kommun i Värmland och ingår i Göta älvs huvudavrinningsområde. Sjöns area är 0,007 kvadratkilometer och den befinner sig 218 meter över havet.